# Редей, Ференц
Ференц Редей (венг. Rhédey Ferenc; 1610, Орадя, ныне Румыния — 13 мая 1667, Хустский замок, ныне Закарпатская область, Украина) — венгерский князь Трансильвании, из династии и рода Редеи.

## Биография
Ференц Редей родился в 1610 году в семье командира крепости Орадя Ференца Редея (1560—1621) и Каты Каройи (1588—1635) в городе Орадя, Румыния. В 1623 году, после смерти отца, его мать вышла замуж за Иштвана III Бетлена, который стал отчимом Ференца.

### Карьера
Ференц служил трансильванскому князю Дьёрдю II Ракоци. Ференц был одним из лейтенантов трансильванской армии, когда у Трансильвании и Польши были конфликты.
В 1637 году Ференца назначили ишпаном жупы Кюкюльо и членом княжеского совета. В 1648 году Ракоци назначил Ференца магистром марамароша.
Когда Ракоци пошёл против Польши, семиградская аристократия сместила его с власти, и 2 ноября 1657 года преемником Дьёрда стал Ференц Редей. Тогда Дьёрдь обратился за помощью Габсбургам, и через два месяца 9 января 1658 года

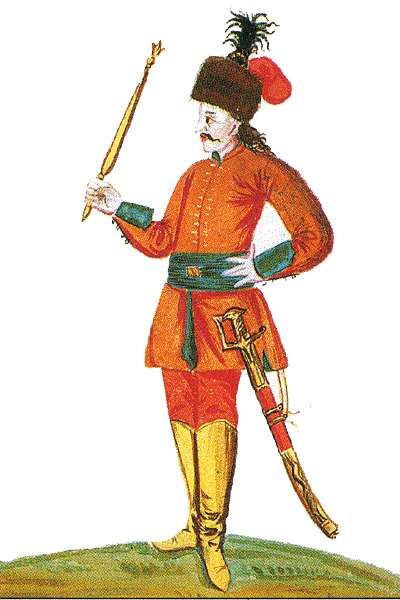
Ференц Редей

Ференц отрёкся от власти в пользу Дьёрда Ракоци.
13 января 1658 (или 1677) года император священной Римской Империи Леопольд I назначил Ференца графом.
Когда в 1660 году Дьёрдь Ракоци умер, Ференц хотел занять власть или сделать князем своего сына Ласло. Однако в 1662 году османы сделали Михая I Апафи князем. В дальнейшем Ференц служил Михаю, являясь членом государственного совета Трансильвании.

### Смерть
Ференц Редей умер 13 мая 1667 года в Хустском замке, Украина. С помощью его финансового вклада в его завещании, была построена реформированная Калвинская церковь на турецкой равнине.

### Семья
Ференц Редей родился в семье командира крепости Орадя Ференца Редея (1560—1621) и Каты Каройи (1588—1635). По материнской линии у него была тётя Жужанна Каройи, она была женой его дяди Габора Бетлена. Его отец Ференц Редей умер в 1621 году, затем в 1623 году его мать Ката Каройи вышла замуж за Иштвана III Бетлена, который стал отчимом Ференца, а позже Ференц женился на дочери Иштвана Дружине. От неё у него родился сын Ласло Редей (1636—1664).